# Zvon Patron
Zaniklý zvon Patron z r. 1509 z katedrály svatého Víta, Václava a Vojtěcha na Pražském hradě vyrobil mistr Bartoloměj Pražský. Zvon býval největším českým zvonem. Byl přelit v l. 1523 a 1534 a zničen požárem v r. 1541. V r. 1549 byl náhradou za něj pořízen zvon Zikmund. 

## Popis zvonu
Výzdoba zvonu je neznámá, prameny ovšem dokládají, že hlavní reliéf na Zikmundovi s králem Ferdinandem a královnou Annou se nacházel už na Patronovi z r. 1534. 

## Původzvonu
Zvon pořídil v r. 1509 pražský mistr Bartoloměj s pomocí zvonaře Ondřeje Ptáčka z Kutné Hory. V r. 1523 musel být z neznámého důvodu přelit, což provedl opět mistr Bartoloměj. Za svou službu však nedostal zaplaceno, a proto si zvon nechal až do své smrti (kolem r. 1533) u sebe v dílně. Teprve v r. 1534 byl na „smyku“ odtažen na Hrad. Cestou však sklouzl, spadl do příkopu a rozbil se. Druhé přelití obstaral vídeňský kovolijec Leopold Maierhoffer. I v tomto případě nastaly problémy. Jednak měl zvon špatně odlitou korunu, takže král Ferdinand I. Habsburský odmítl vyplatit část odměny, o niž se pak ještě v r. 1550 soudili Maierhofferovi dědicové. Druhým problémem byla hmotnost zvonu, protože královský stavitel usoudil, že je pro svatovítskou věž příliš těžký. Prozatímně byl tedy zavěšen na dřevěnou stolici na hradním nádvoří. Tam jej zastihl požár Pražského hradu v r. 1541, při němž přehořel hřídel zvonu a ten se zřítil a rozbil na kusy. Trosky zvonu pak byly použity na odlití menších svatovítských zvonů. 